# Brotes de helecho

Brotes de helecho

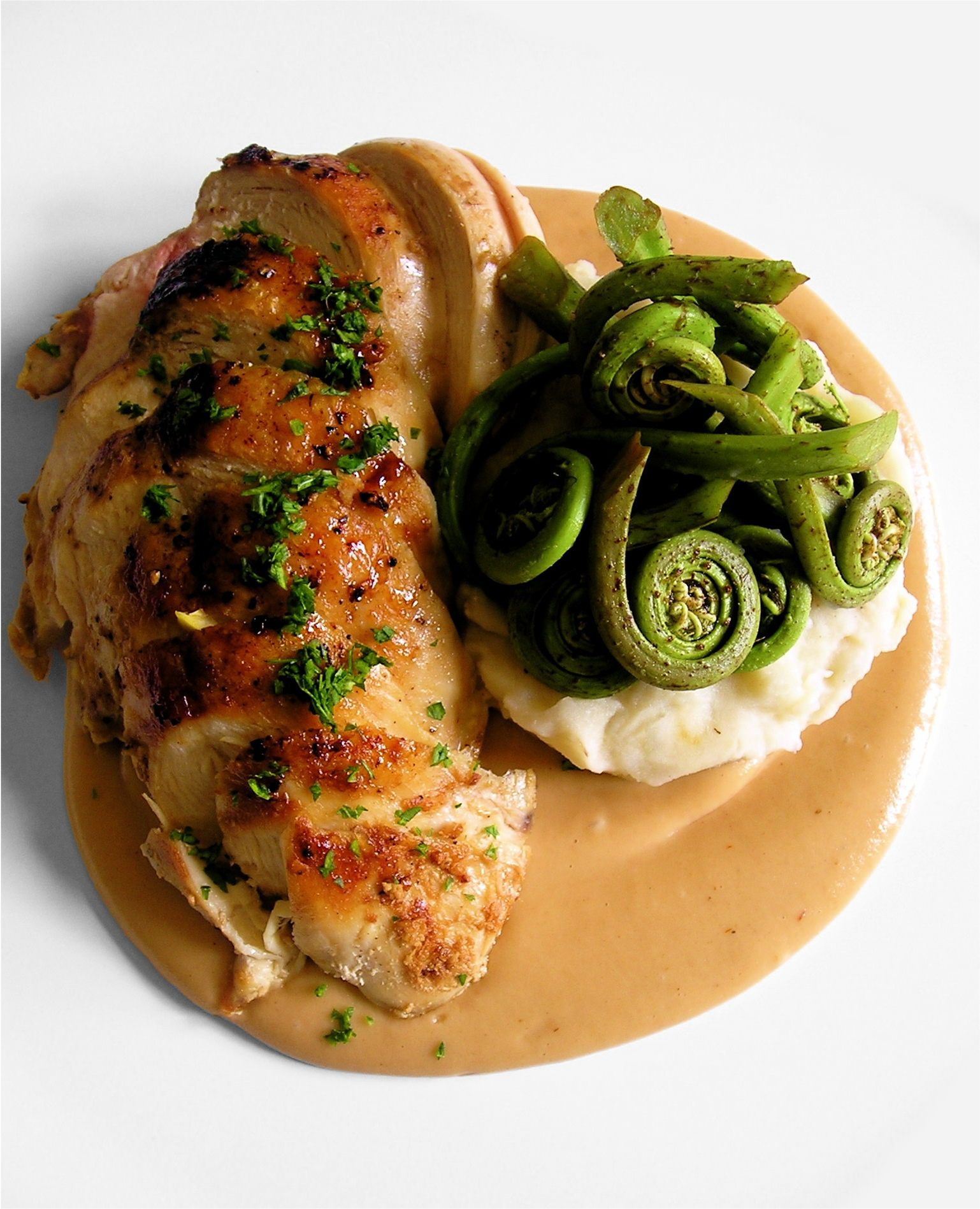
Pollo acompañado de brotes de helecho.

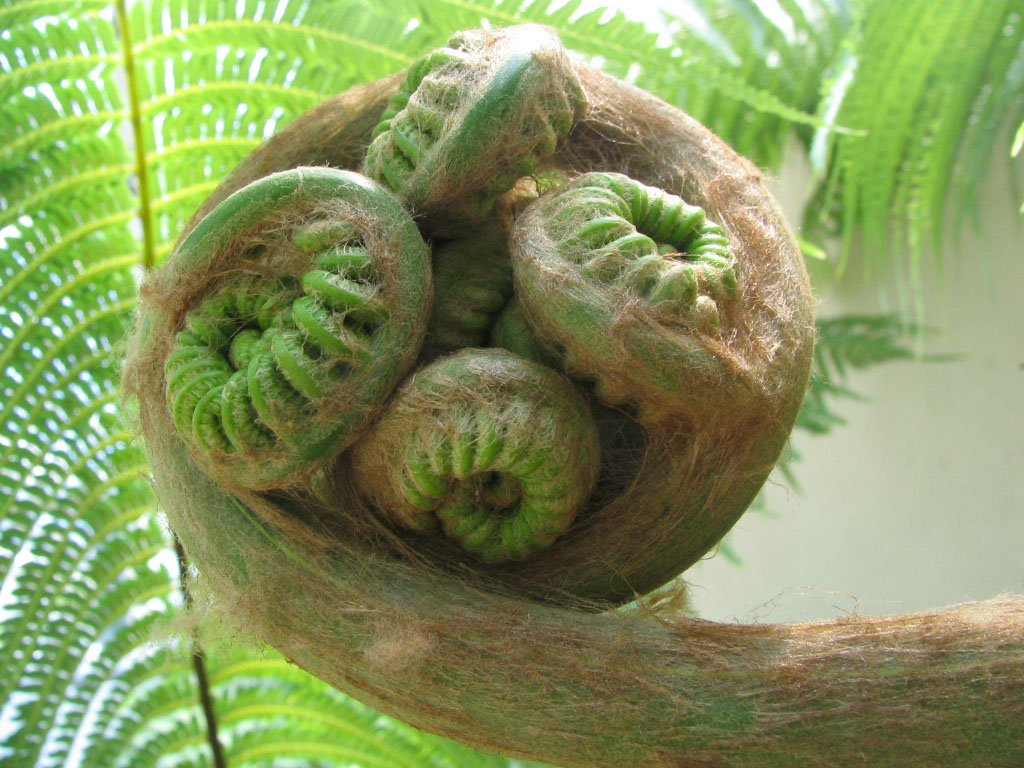
Brotes en la planta

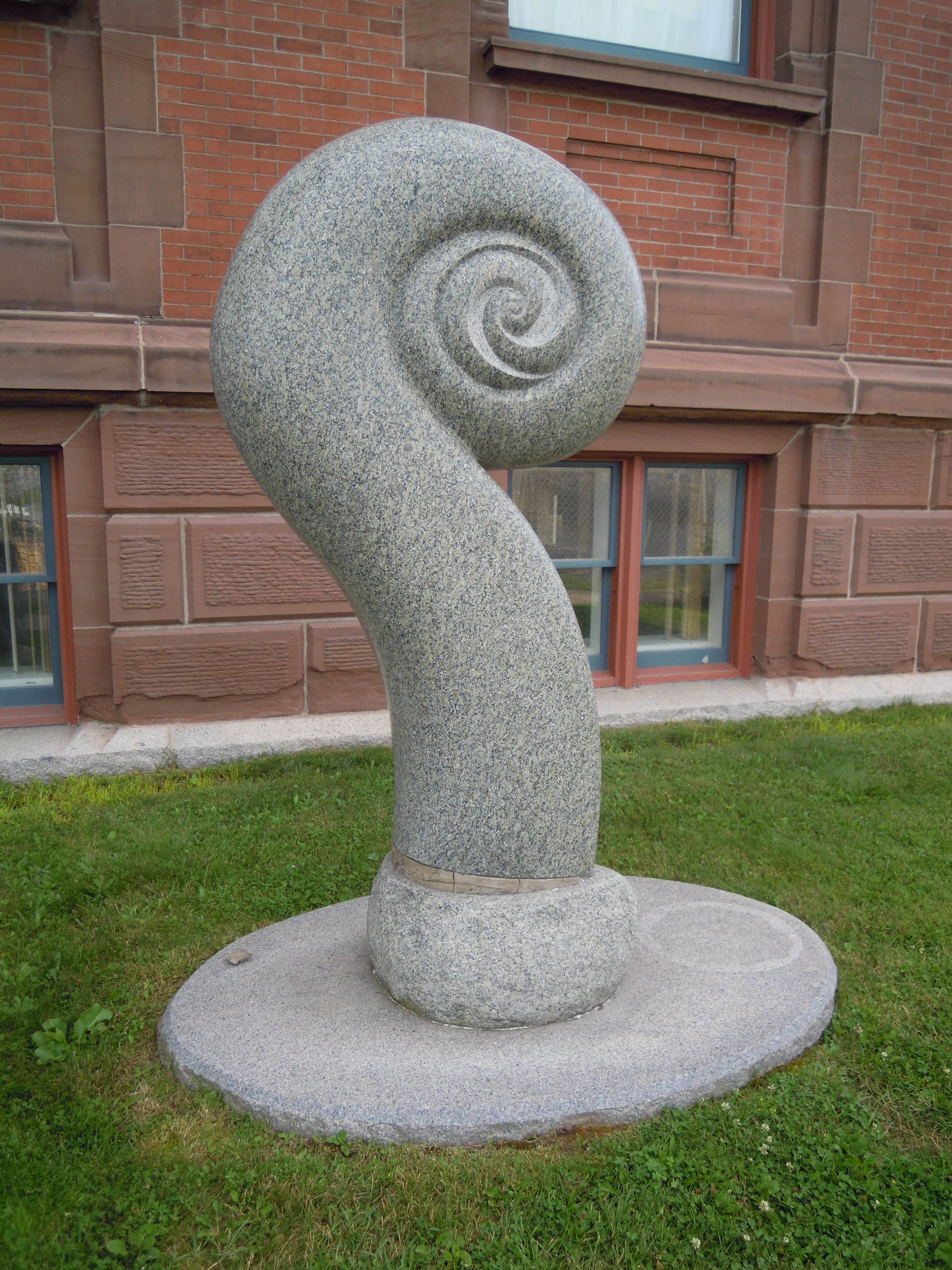
Escultura representando un brote de helecho, en el Centro de Artes de Saint John (Saint John, Canadá). Por el escultor Jim Boyd.

Los brotes de helecho, conocido comúnmente como pacó en el español filipino, son las frondas tiernas y enrolladas de un helecho joven, consideradas como una verdura de hoja en algunas culturas de Asia, Norteamérica o Europa, creciendo de forma natural en zonas boscosas y húmedas. Su temporada de cosecha y consumo se da a finales de primavera, entre abril y mayo. Contienen una gran cantidad de antioxidantes, y también son ricos en ácidos grasos omega-3, omega-6, hierro y fibra.
Se cosechan cuando aún están enrollados, es decir, inmaduros. Si se dejasen crecer en la planta, los brotes de helecho se desenrollarían para formar una nueva fronda (vernación circinada). Los helechos son una de las familias de plantas más primitivas del planeta, apareciendo durante el devónico (el fósil más antiguo de un helecho es de hace unos 360 millones de años) y son sagrados para algunas culturas, como los maoríes de Nueva Zelanda, quienes también las incluyen en su dieta.
No todas las variedades de helecho son comestibles; Algunas, como Pteridium, son tóxicas y cancerígenas.

## Terminología
Se denominan brotes de helecho o simplemente helechos. También se puede encontrar como «cola de mono». Este producto se comercializa internacionalmente con el nombre de fiddlehead fern (nombre inglés), tête de violin o crosse de fougère (francés) o kogomi (japonés).
Tanto su nombre en inglés como en francés, «cabeza de violín» hace referencia a su forma curva, que recuerda al extremo de este instrumento musical. En terminología musical, esta parte del violín se denomina voluta.
También es conocido como crozier («báculo»), que es un bastón usado por los obispos cuyo extremo también posee esta forma.

## Variedades
Los brotes de ciertos helechos se comen a modo de verdura de hoja cocida, como unas espinacas. Las variedades más populares son:
- Helecho espada occidental (Polystichum munitum)[5]
- Helecho águila o amambáy (Pteridium aquilinum), que se encuentra en todo el mundo. Es tóxico si no se cocina completamente.
- Helecho avestruz (Matteuccia struthiopteris), que se encuentra en las regiones septentrionales del mundo y en la parte central y oriental de América del Norte.
- Helecha (Athyrium filix-femina), en la mayor parte del hemisferio norte templado.
- Helecho canela (Osmunda cinnamomea), que se encuentra en las partes orientales de América del Norte, aunque no es tan sabroso como el helecho avestruz.
- Helecho real (Osmunda regalis), que se encuentra en todo el mundo.
- Helecho real japonés o floreciente (Osmunda japonica), que se encuentra en Asia Oriental.
- Helecho midín (Stenochlaena palustris), que se encuentra en Sarawak, donde es apreciado como un manjar local.[6][7]
- Helecho paca (Diplazium esculentum), que se encuentra en toda Asia y Oceanía.

## Hábitat y cosecha

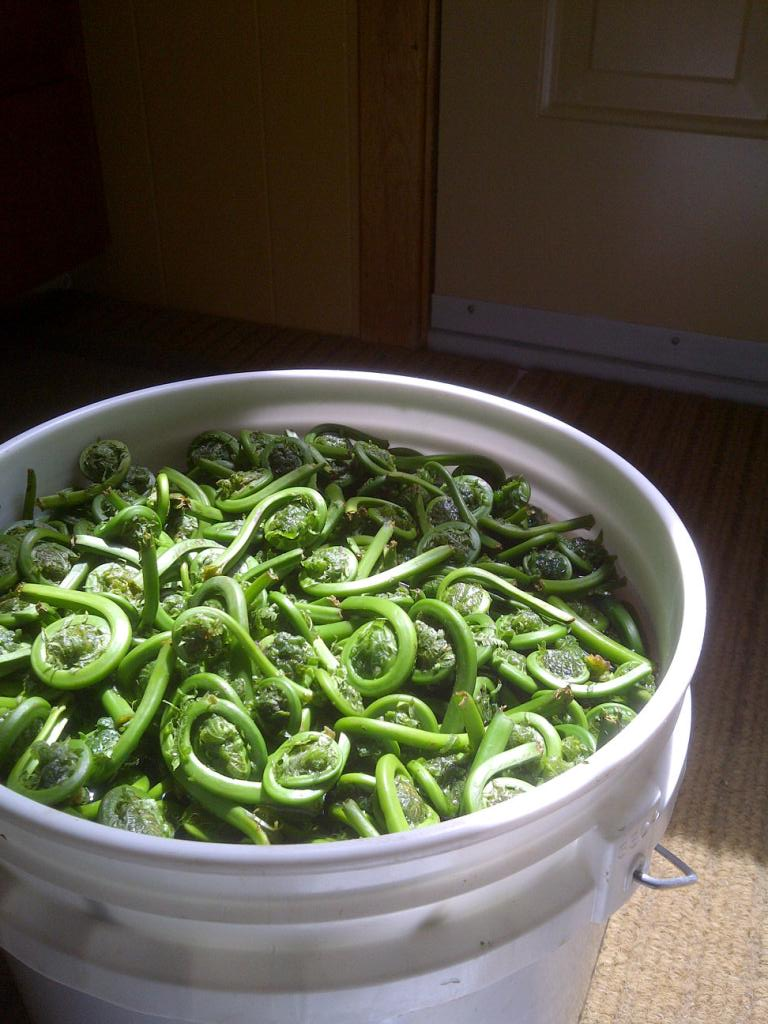
Cubeta llena de brotes recién recolectados.

Su consumo está marcado por su disponibilidad estacional, que es únicamente durante la primavera. Para una cosecha sostenible se recomienda no cosechar los brotes desde el suelo, sino que se corten dejando un tercio por planta/racimo. Cada planta produce varios brotes, que eventualmente se convertirán en frondas, sin embargo la recolección repetida matará la planta. Es vital mantener métodos de recolección sostenibles para favorecer la propagación de cualquier especie alimenticia no-cultivada.

## Usos culinarios

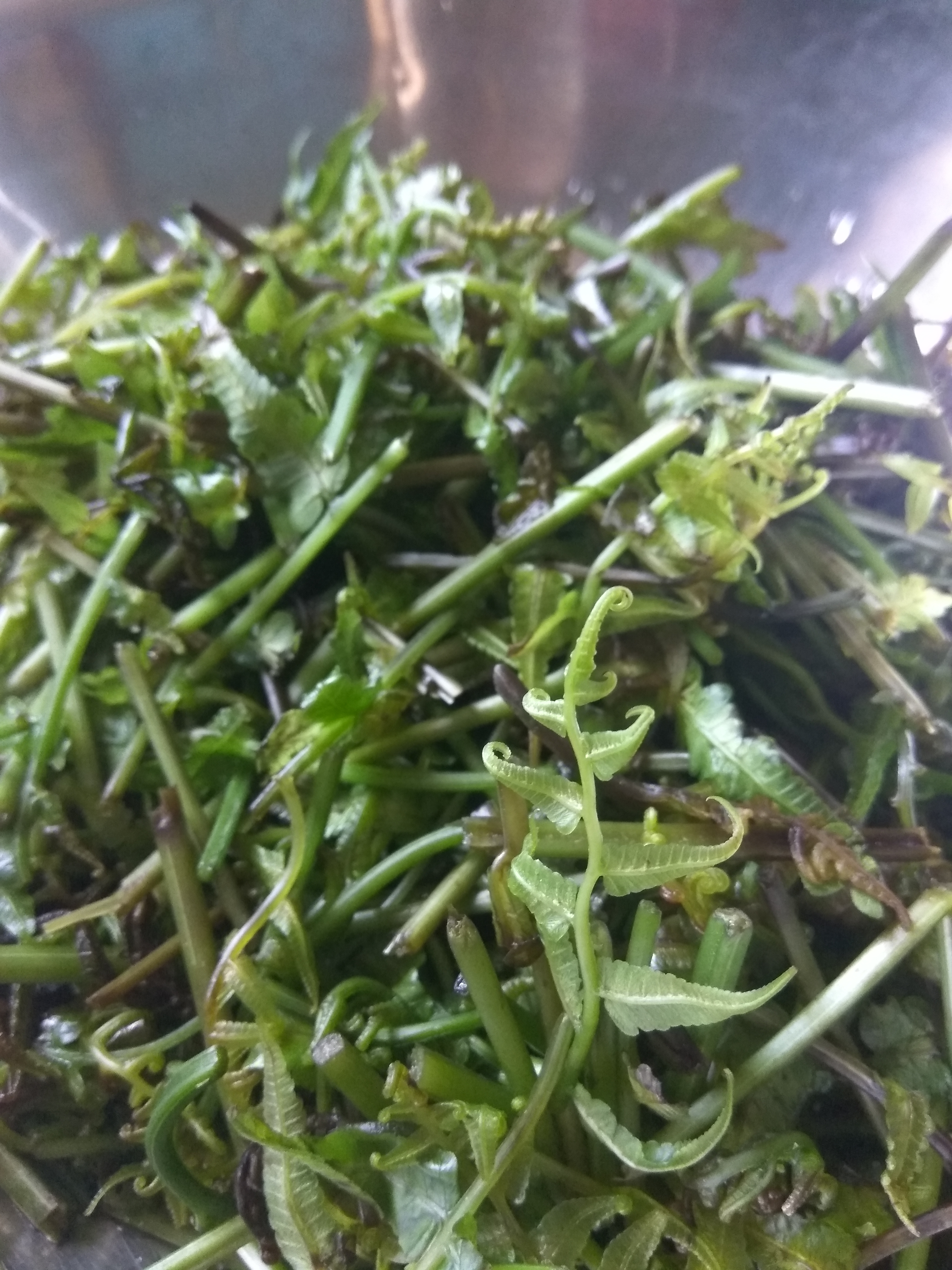
Brotes listos para usarse en una ensalada.

Los brotes de helecho forman parte de la gastronomía tradicional de gran parte del norte de Francia ya desde época medieval. También en toda Asia, y entre los nativos americanos desde hace siglos. Su consumo forma parte de la dieta común en el Extremo Oriente ruso, donde a menudo se recolectan en la naturaleza en otoño, se conservan en sal durante el invierno y luego se consumen en primavera.
En Asia Oriental, los brotes de amambáy (Pteridium aquilinum) se comen como verdura, llamada kogomi (コゴミ) en Japón, gosari (고사리) en Corea, y juécài (蕨菜) en China y Taiwán. En Corea, un banchan típico es el gosari-namul ( 고사리나물 ), que consiste en brotes salteados. También es un componente del popular plato bibimbap.

### Gastronomía de Canadá
Los helechos avestruz (Matteuccia struthiopteris), llamados en inglés ostrich ferns o fiddlehead ferns crecen silvestres en las áreas húmedas del noreste de América del Norte en primavera. Forma parte de la dieta tradicional de los pueblos nativos maliseet, micmac y penobscot del este de Canadá y Maine, y transmitieron esta práctica a los colonos acadianos a principios del siglo XVIII, y más tarde a los colonos leales del Imperio Unido cuando comenzaron a establecerse en Nuevo Brunswick en la década de 1780. Los helechos siguen siendo un plato tradicional en estas regiones, y la mayor parte de la recolección comercial se realiza en Nuevo Brunswick, Quebec y Maine, y la verdura se considera particularmente emblemática de Nuevo Brunswick. En el Canadá existen empresas dedicadas a envasar y distribuir brotes de helechos, y la primera granja para cultivar se instaló Port Colborne en 2006. En la actualidad también se producen en Nueva Escocia, Vermont y Nuevo Hampshire.  El pueblo canadiense de Tide Head se autodenomina como la «capital mundial de los brotes de helecho».
Se venden tanto frescos como congelados, aunque en el primer caso solo están disponibles en el mercado durante unas pocas semanas en primavera, y son bastante caras. También en escabeche. La verdura normalmente se cuece al vapor, se hierve y/o se saltea antes de comerla caliente, con salsa holandesa, mantequilla, limón, vinagre y/o ajo, o se enfría en ensalada o con mayonesa.

### Gastronomía de Filipinas
En Filipinas, los brotes tiernos de paca (Diplazium esculentum), llamada localmente pakô, se consideran un manjar que a menudo se hace en una ensalada con tomate, rodajas de huevo en salazón y un aderezo de vinagreta.

### Gastronomía de India
En el subcontinente indio, se encuentran brotes de helecho en las regiones al pie de los Himalayas, es decir en el norte y noreste de la India.
En el estado de Tripura, se les conoce como muikhonchok en idioma kokborok, se preparan salteados o fritos (bhaja) y se sirven como guarnición.
En el valle de Kullu (estado de Himachal), se les conoce localmente como lingri y se usan para hacer lingri ka achaar, un encurtido. En lengua kangri, hablada en el valle de Kangra, se le llama lungdu y en la vecina Chamba, es conocido como kasrod.
En la región de Kumaon (estado de Utarakand) se le llama limbra, y en la cercana división de Garhwal, languda.
En las regiones de Dáryiling y Sikkim, se llama niyuro (नियुरो) y es común como guarnición vegetal, a menudo mezclado con queso y a veces en escabeche. En el estado de Ajam es conocido como dhekia xaak (ঢেকীয়া শাক), donde también es un acompañamiento muy popular. En el área de Yammu, en Yammu y Cachemira, se conoce como kasrod (कसरोड). Una de los platos más famosos del pueblo dogra es el kasrod ka achaar, encurtido de brotes de helecho. En Punch, se denominan kandor (कंडोर) y en Kishtwar, ted (टेड‍‌). También se desecan y se sirven para comerse con pan roti o pan paratha.
También se encuentra en las colinas de Kodagu (estado de Karnataka). Conocidos como therme thoppu en el idioma local, se hacen en una palya y se pueden tomar con arroz u otti (un roti hecho de arroz cocido y arroz en polvo).

### Gastronomía de Indonesia
En Indonesia, los brotes de helecho se cocinan en una salsa de coco condimentada con ají, galanga, hierba de limón, hojas de cúrcuma y otras especias. Este plato se llama gulai pakis o gulai paku, y se originó en el grupo étnico minangkabau, en la isla de Sumatra.

### Gastronomía de Japón
En Japón, el kogomi es un plato muy apreciado, y se dice que asarlo neutraliza cualquier toxina en la verdura. Los brotes del helecho real japonés (Osmunda japonica), conocido como zenmai (薇), así como los del helecho avestruz (Matteuccia struthiopteris), conocido como kogomi (コゴミ), se comen comúnmente en primavera. Estos brotes se consideran sansai (vegetales silvestres comestibles). También se utilizan tradicionalmente para hacer warabimochi, un postre gelatinoso japonés.

### Gastronomía de Nepal
En Nepal, los brotes de helecho son un alimento de temporada llamado niyuro (नियुरो) y se sirve como guarnición vegetariana, a menudo cocinados en mantequilla clarificada (gui). También se pueden encontrar escabechados.

## Salud
Para cocinar los brotes de helecho, se recomienda retirarles las cáscaras marrones antes de lavarlas con varios cambios de agua fría, luego hervirlas o cocinarlas al vapor. El hervido reduce el sabor amargo, ya que le reduce el contenido de taninos y toxinas. Los Centros para el Control y la Prevención de Enfermedades asociaron una serie de casos de enfermedades transmitidas por alimentos con brotes de helecho a principios de los años 1990. Aunque no identificaron toxinas en los brotes de helecho, los hallazgos de ese caso sugieren que esta planta debe cocinarse bien antes de comerse. 
El tiempo de cocción recomendado por las autoridades sanitarias es de 15 minutos si se hierve y de 10 a 12 minutos si se cuece al vapor. El método de cocción recomendado por los gourmets es extender una capa delgada en una canasta de vapor y cocinar al vapor ligeramente, hasta que estén tiernas y crujientes.

## Nutrición
Los brotes de helecho contienen varias vitaminas y minerales, así como ácidos grasos omega-3 y omega-6. Son fuente de antioxidantes y fibra. Además, son bajos en sodio, pero ricos en potasio, lo que puede hacerlos adecuados para personas que necesitan una dieta baja en sodio.
Ya que pueden albergar microbios, deben lavarse y cocinarse antes de su consumo.
Muchos helechos también contienen la enzima tiaminasa, que metaboliza la tiamina. Esto puede provocar beriberi, si se consume en exceso.
Existe evidencia de que ciertas variedades de helechos, por ejemplo, el género Pteridium, son cancerígenos. Se recomienda cocinar completamente los brotes para destruir el ácido shikímico. No se cree que el helecho avestruz (Matteuccia struthiopteris) cause cáncer, aunque hay evidencia de que contiene una toxina no identificada todavía.